# 에요미촌
에요미촌(일본어: 江与味村)은 일본 오카야마현 미쓰군에 있던 촌이다. 현재의 기비추오정, 미사키정의 일부에 해당한다.

## 역사
- 1889년 6월 1일 - 정촌제 시행에 의해 쓰다카군 에요미촌이 발족하였다.
- 1900년 4월 1일 - 군의 통합에 의해 미쓰군에 소속되었다.
- 1953년 7월 1일 - 에요미촌의 우치, 오아자 에요미가 아사히정에 편입, 에요미촌의 우치, 아와이타니, 스기야마가 니야마촌에 편입되었다.

## 교통

### 도로
- 국도 제429호선

## 참고문헌
- 和泉橋警察署 『新旧対照市町村一覧』第2冊（東京 ： 加藤孫次郎、1889（明22））
- 地名編纂委員会 『角川日本地名大辞典33 岡山県』（角川学芸出版、1989、ISBN 4040013301）